# La Truchère
La Truchère – miejscowość i gmina we Francji, w regionie Burgundia-Franche-Comté, w departamencie Saona i Loara.
Według danych na rok 1990 gminę zamieszkiwały 202 osoby, a gęstość zaludnienia wynosiła 40 osób/km² (wśród 2044 gmin Burgundii La Truchère plasuje się na 709. miejscu pod względem liczby ludności, natomiast pod względem powierzchni na miejscu 1234.).